# Flavio Orsini
Flavio Orsini (Roma, 1532 – Pozzuoli, 16 maggio 1581) è stato un cardinale e vescovo cattolico italiano.

## Biografia
Era figlio di Ferrante Orsini e di Beatrice Ferrillo, membro della nobile famiglia romana degli Orsini della linea di Gravina.
Studiò giurisprudenza e letteratura, ottenendo una laurea in utroque iure.
Fu eletto vescovo di Muro Lucano il 29 novembre 1560. Divenne anche refendario del Supremo Tribunale della Segnatura Apostolica e acquistò il posto di auditore della Camera apostolica.
Il 12 marzo 1565 papa Pio IV lo creò cardinale e il 15 maggio dello stesso anno ricevette il titolo di San Giovanni a Porta Latina. Il 17 novembre del medesimo anno optò per il titolo dei Santi Marcellino e Pietro.
Partecipò al conclave del 1565-1566 che elesse papa Pio V. Il nuovo Pontefice gli affidò in amministrazione l'arcidiocesi di Cosenza, che tenne dal 24 gennaio 1569 al 16 settembre 1573. Nello stesso periodo svolse importanti incarichi diplomatici come legato papale in Francia, dove esercitò pressioni su re Carlo IX per contrastare gli ugonotti e per prendere parte alla guerra contro i Turchi.
Il 9 luglio 1578 optò per il titolo di Santa Prisca.
Nel 1580 riuscì a fare eleggere il nipote Pietro come suo coadiutore alla sede di Spoleto, con il diritto di succedergli sulla cattedra vescovile.
Cadde malato e si recò per le cure alle terme di Pozzuoli, dove morì.

## Genealogia episcopale
La genealogia episcopale è:
- Cardinale Guillaume d'Estouteville, O.S.B.Clun.
- Papa Sisto IV
- Papa Giulio II
- Cardinale Raffaele Sansone Riario
- Papa Leone X
- Papa Clemente VII
- Cardinale Antonio Sanseverino, O.S.Io.Hieros.
- Cardinale Giovanni Michele Saraceni
- Cardinale Flavio Orsini

## Ascendenza
|                                                           |                                       |                                                  | Genitori                                   |  |  | Nonni |  |  | Bisnonni                             |  |  | Trisnonni                          |  |
|                                                           |                                       |                                                  |                                            |  |  |       |  |  | Raimondo Orsini, III duca di Gravina |  |  | Giacomo Orsini, II duca di Gravina |  |
|                                                           |                                       |                                                  |                                            |  |  |       |  |  | Raimondo Orsini, III duca di Gravina |  |  | Giacomo Orsini, II duca di Gravina |  |
|                                                           |                                       | Sveva Caetani dell'Aquila                        |                                            |  |  |       |  |  | Raimondo Orsini, III duca di Gravina |  |  |                                    |  |
| Francesco Orsini, IV duca di Gravina                      |                                       |                                                  |                                            |  |  |       |  |  | Raimondo Orsini, III duca di Gravina |  |  |                                    |  |
|                                                           |                                       | Giustiniana Orsini di Monterotondo               | Lorenzo Orsini, co-signore di Monterotondo |  |  |       |  |  |                                      |  |  |                                    |  |
|                                                           |                                       | Giustiniana Orsini di Monterotondo               | Lorenzo Orsini, co-signore di Monterotondo |  |  |       |  |  |                                      |  |  |                                    |  |
|                                                           |                                       | Giustiniana Orsini di Monterotondo               | Clarice Orsini di Bracciano                |  |  |       |  |  |                                      |  |  |                                    |  |
| Ferdinando Orsini, V duca di Gravina                      |                                       | Giustiniana Orsini di Monterotondo               |                                            |  |  |       |  |  |                                      |  |  |                                    |  |
|                                                           |                                       | Antonio Todeschini Piccolomini, I duca di Amalfi | Giovanni "Nanni" Todeschini                |  |  |       |  |  |                                      |  |  |                                    |  |
|                                                           |                                       | Antonio Todeschini Piccolomini, I duca di Amalfi | Giovanni "Nanni" Todeschini                |  |  |       |  |  |                                      |  |  |                                    |  |
|                                                           |                                       | Antonio Todeschini Piccolomini, I duca di Amalfi | Laudomia Piccolomini                       |  |  |       |  |  |                                      |  |  |                                    |  |
| Maria Todeschini Piccolomini d'Aragona                    |                                       | Antonio Todeschini Piccolomini, I duca di Amalfi |                                            |  |  |       |  |  |                                      |  |  |                                    |  |
|                                                           |                                       | Maria d'Aragona                                  | Ferdinando I, re di Napoli                 |  |  |       |  |  |                                      |  |  |                                    |  |
|                                                           |                                       | Maria d'Aragona                                  | Ferdinando I, re di Napoli                 |  |  |       |  |  |                                      |  |  |                                    |  |
|                                                           |                                       | Maria d'Aragona                                  | Diana Guardato                             |  |  |       |  |  |                                      |  |  |                                    |  |
| Flavio Orsini di Gravina                                  |                                       | Maria d'Aragona                                  |                                            |  |  |       |  |  |                                      |  |  |                                    |  |
|                                                           | Mazzeo Ferrillo, conte di Muro Lucano | Giacomo Andrea Ferrillo                          |                                            |  |  |       |  |  |                                      |  |  |                                    |  |
|                                                           | Mazzeo Ferrillo, conte di Muro Lucano | Giacomo Andrea Ferrillo                          |                                            |  |  |       |  |  |                                      |  |  |                                    |  |
|                                                           | Mazzeo Ferrillo, conte di Muro Lucano | Caterinella de Majo                              |                                            |  |  |       |  |  |                                      |  |  |                                    |  |
| Giacomo Alfonso Ferrillo, conte di Acerenza e Muro Lucano | Mazzeo Ferrillo, conte di Muro Lucano |                                                  |                                            |  |  |       |  |  |                                      |  |  |                                    |  |
|                                                           |                                       | Maria Anna Rossi                                 | …                                          |  |  |       |  |  |                                      |  |  |                                    |  |
|                                                           |                                       | Maria Anna Rossi                                 | …                                          |  |  |       |  |  |                                      |  |  |                                    |  |
|                                                           |                                       | Maria Anna Rossi                                 | …                                          |  |  |       |  |  |                                      |  |  |                                    |  |
| Beatrice Ferrillo                                         |                                       | Maria Anna Rossi                                 |                                            |  |  |       |  |  |                                      |  |  |                                    |  |
|                                                           |                                       | Gojko Balšić, co-signore di Misia                | Stefan Balšić                              |  |  |       |  |  |                                      |  |  |                                    |  |
|                                                           |                                       | Gojko Balšić, co-signore di Misia                | Stefan Balšić                              |  |  |       |  |  |                                      |  |  |                                    |  |
|                                                           |                                       | Gojko Balšić, co-signore di Misia                | Vlajka Castriota                           |  |  |       |  |  |                                      |  |  |                                    |  |
| Maria Balšić                                              |                                       | Gojko Balšić, co-signore di Misia                |                                            |  |  |       |  |  |                                      |  |  |                                    |  |
|                                                           |                                       | Komnina Arianiti                                 | Gjergj Arianiti                            |  |  |       |  |  |                                      |  |  |                                    |  |
|                                                           |                                       | Komnina Arianiti                                 | Gjergj Arianiti                            |  |  |       |  |  |                                      |  |  |                                    |  |
|                                                           |                                       | Komnina Arianiti                                 | Maria Muzaka                               |  |  |       |  |  |                                      |  |  |                                    |  |
|                                                           |                                       | Komnina Arianiti                                 |                                            |  |  |       |  |  |                                      |  |  |                                    |  |